# 廣谷陸男
廣谷 陸男（ひろや ろくお、1929年（昭和4年）2月13日 - 2016年（平成28年）1月22日）は、日本の弁護士で、小樽経済専門学校出身の数少ない生え抜き法曹の一人。

## 来歴・人物
北海道古宇郡泊村（小樽市とも）出身。父敏蔵は小樽市議で、衆議院議員を務めた山本厚三は伯父。実家は倉庫業で、十人兄弟の六男だった。小樽市立稲穂小学校から旧制小樽中学校（現・北海道小樽潮陵高等学校）に進み、太平洋戦争中は室蘭の日本製鋼所で学徒動員を経験。陸軍士官学校の試験に合格するが、兄俊二が治安維持法で特高に逮捕されていたことから身元調査に引っかかった。
1949年小樽経済専門学校卒業。日興証券に入社するが、外国で武力衝突が起きるたびに株価が上がる世界に疑問を感じて退社し、1960年司法試験に合格（司法修習15期）。1963年（昭和38年）弁護士登録。原爆裁判で知られる松井康浩弁護士の事務所に勤めた後、北海道合同法律事務所に所属。
1976年（昭和51年）札幌弁護士会副会長に就任。1982年（昭和57年）北海道弁護士会連合会人権擁護委員会委員長に就任。日本弁護士連合会人権擁護委員会副委員長、自由法曹団北海道支部長にも就任。1986年北海道弁護士会連合会消費者保護委員会委員長に就任。人権派弁護士としても知られ、恵庭事件、猿払事件、長沼事件、薬害スモン訴訟、北炭夕張新鉱事故訴訟などに関わった。
この他、日本共産党北海道委員会役員や顧問も務め、1965年出身校の後身である小樽商科大学短期大学部・小樽商科大学に招聘され、同校非常勤講師（憲法・消費者法など）も務めた。（ - 1975年）。1983年の北海道知事選挙に共産党推薦で出馬したが、札幌弁護士会の後輩でもある横路孝弘に敗れ、落選。
2016年1月22日、急性循環不全のため死去。

## 主要論文
- 『「長沼」裁判と司法反動化の実態（司法反動・公選法問題（特集）） 』（前衛 50-58 1971年）